# RuriDragon
RuriDragon (яп. ルリドラゴン, Ruridoragon) — японська серія манґи, яка написана та ілюстрована Масаокі Шіндо. Спочатку було опубліковано ван-шот в журналі Jump Giga від Shueisha в грудні 2020. Серіалізація в Weekly Shonen Jump почалась у червні 2022. Після невизначеної перерви серіал було перенесено до цифрової версії журналу та сервісу Shōnen Jump+ у квітні 2024 року. Її розділи зібрано у два танкобони станом на вересень 2024.

## Сюжет
Одного дня Рурі Аокі прокидається і помічає, що з її голови почали рости роги. Коли вона запитала про це у своєї матері, та розповіла, що насправді вона напівдракон. Незважаючи на це відкриття, Рурі намагається продовжувати жити нормальним життям, хоча це складніше, ніж вона думала.

## Публікація
RuriDragon спочатку була ван-шотом, опублікованим у журналі Jump Giga від Shueisha 28 грудня 2020 року. 13 червня 2022 року почалася серіалізація в Weekly Shonen Jump. 1 серпня 2022 року Weekly Shonen Jump оголосив, що серіалізацію буде припинено на невизначений термін через стан здоров'я Шіндо. Перший танкобон вийшов 4 жовтня 2022 року.
21 лютого 2024 року було оголошено, що серіалізація RuriDragon відновиться. З 4 березня по 1 квітня було опубліковано п'ять розділів у Weekly Shōnen Jump, а потім нові розділи почнуть виходити раз на два тижні у цифровій версії журналу та сервісі Shonen Jump+, починаючи з 22 квітня.
Viz Media та платформа Manga Plus від Shueisha публікують серію в цифровому вигляді англійською мовою.

### Список томів
| №  | Дата виходу    | ISBN                   |
| -- | -------------- | ---------------------- |
| 01 | 4 жовтня 2022  | ISBN 978-4-0888-3285-2 |
| 02 | 4 вересня 2024 | ISBN 978-4-0888-4164-9 |

## Інші медіа
Було випущено адаптацію ваншоту та перших трьох розділів у форматі озвученого коміксу, у якій Чіакі Оміґава озвучила Рурі Аокі. У липні 2022 року у месенджері Line вийшов набір цифрових стікерів за мотивами серії.

## Сприйняття
У жовтні 2022 року RuriDragon мала тираж 200 000 примірників. Протягом першого тижня випуску, перший том розійшовся тиражем 74 874 примірники, посівши сьоме місце в тижневому чарті манги Oricon. Манґа зайняла перше місце в опитуванні «Комікси, рекомендовані працівниками національного книжкового магазину у 2023», у якому взяли участь працівники книжкових магазинів Японії, які описали серію як «теплу історію, яка без вагань приймає різноманітність». RuriDragon також була номінована у 2023 на Премію манґи eBookJapan. Серія посіла дев'яте місце у випуску Kono Manga ga Sugoi! у 2024 році у списку найкращої манги для читачів чоловічої статі від Takarajimasha разом з Suna no Miyako.
Перший розділ отримав позитивні відгуки від японських читачів, які назвали малюнок «милим» і сказали, що розкута атмосфера історії є не типовою для манґи Jump. Браян Сальваторе з Multiversity Comics похвалив малюнок та тон за підхід зіставлення між Рурі та її оточенням таким чином, щоб збалансувати комізм і абсурд. Він додав, що те, як розгортається історія, «здається природним для „реального“ життя». Стівен Блекберн із Screen Rant похвалив комедію, але додав, що розділ надто покладається на неї, що спричиняє відсутність розвитку стосунків між персонажами. Чанмей з Real Sound описав RuriDragon як «книгу, яка змусить вас задуматися про доброту та любов оточуючих». Остін Вуд у статті для GamesRadar+, похвалив манґу за її «чисте мистецтво та зіркові вирази» та те, як вона підходить до своєї фентезійної зав'язки, додавши, що її сетинг, темп і головна героїня виділяються серед лінійки Shōnen Jump.